# Winchester modèle 1885
La Winchester modèle 1885 est une carabine à un coup développée par John Moses Browning pour la Winchester Repeating Arms Company. Elle était surtout destinée au tir sur cible.